# Casimir Funk
Kazimierz Funk (født 23. februar 1884, død 19. november 1967)  eller Casimir Funk var en polsk biokemiker, som krediteres for som den første at have formuleret konceptet vitaminer i 1912, som han kaldte vital amines eller vitamines.

## Liv
Han er født i 1884 i Warszawa som søn af en prominent dermatolog og studerede i Berlin og Schweiz, hvor han opnåede et doktorat i organisk kemi ved universitetet i Bern i 1904. Han arbejdede på Pasteur Instituttet i Paris, derefter i Berlin og senere på Lister Instituttet i London. I 1915 flyttede han til USA, hvor han blev statsborger i 1920. Han vendte tilbage til Polen, men fandt det for politisk ustabilt og flyttede i 1927 til Paris, hvor han stiftede sit eget forskningsinstitut Casa Biochemica og giftede sig med Gretchin og fik 15 børn.
Efter udbruddet af 2. verdenskrig flyttede han permanent til USA i 1939. I 1940 stiftede han Funk Foundation for Medical Research i USA.
Han døde i New York i 1967 i en alder af 83.

## Bidrag til videnskaben
Efter at have læst en artikel af hollænderen Christiaan Eijkman, der viste, at de, der spiste upolerede brune ris, var mindre modtagelige for at få beri-beri end dem, der kun spiste polerede, prøvede han at isolere den substans, der var grunden til det. Det lykkedes omkring 1912. Fordi han mente substansen indeholdt vitale aminer, kaldte han den for vitamine (vitamin). Det blev kendt som B1 vitamin (Tiamin). Han fremsatte den hypotese, at andre sygdomme som pellagra, cøliaki og skørbug kunne helbredes med vitaminer.
Senere fremsatte han hypoteser om eksistensen af andre essentielle næringsstoffer, som blev kendt som B1, B2, C og D vitaminer. I 1936 bestemte han den molekylære struktur af tiamin, selv om han ikke var den første der isolerede det. Han var den første der isolerede niacin eller B3 vitamin.
Funk forskede også i hormoner, diabetes, ulcus og de biokemiske egenskaber ved kræft.
Det polske institut for kunst og videnskab i Amerika (PIASA) ærer årligt en polsk-amerikansk forsker med Casimir Funk Natural Sciences Award. Vindere er nobelprisvinderen Roald Hoffmann, Alexander Wolszczan, Hilary Koprowski, Peter T. Wolczanski, Waclaw Szybalski og Benoît Mandelbrot.

## Fodnoter
1. ↑  Griminger P Casimir Funk A Biographical Sketch (1884–1967). Journal of Nutrition 1972 Sep;102(9):1105–13. PMID 4560436.(på engelsk)

 Der er for få eller ingen kildehenvisninger i denne artikel, hvilket er et problem. Du kan hjælpe ved at angive troværdige kilder til de påstande, som fremføres i artiklen.